# Dóra jelenti (film)
A Dóra jelenti Bán Róbert 1978-ban bemutatott magyar kémfilmje Radó Sándor 1971-ben azonos címmel megjelent emlékiratai alapján. A filmben a szovjet katonai hirszerzés (GRU) svájci rezidensének, Radó Sándor geográfus életének legmozgalmasabb és legérdekesebb, körülbelül 1942 nyarától 1944 végéig terjedő szakaszát dolgozták fel.

## Szereplők
- Radó Sándor (az epilógusban személyesen)
- Radó Sándor – Bodrogi Gyula
- Lene, Radó felesége – Ronyecz Mária
- Sissy – Váradi Hédi
- Rosa – Bánfalvy Ágnes
- Stemmer felügyelő – Márkus László
- Jim – Dunai Tamás
- Daniel, Radó orvos barátja – Szoboszlai Sándor
- Masson – Benkő Gyula
- Német tiszt – Gálvölgyi János
- Léman – Kanalas László
- Újságíró – Máriáss József
- Hartmann – Németh Sándor
- Schellenberg – Szacsvay László
- Léman felesége, Maud – Szekeres Ilona
- Hans Peters – Trokán Péter
- Yves Rameau – Szilágyi Tibor
- Halápy, konzul – Balázs Péter
- Radó szállásadónője – Balogh Emese
- Paul, Sissy élettársa – Bozóky István
- Jim barátnője – Tarján Györgyi
- Svájci nyomozó – Izsóf Vilmos
- A svájci konzulátus tagja – Ujlaky László
- Gestapós – Vogt Károly
- Sofőr – Maróti Gábor
- Rendőrtiszt – Végvári Tamás
- Herbert Katz – Mezey Lajos
- Svájci rendőrségi távírász – Baranyi László
- Fries hadnagy – Katona János
- Német hadnagy – Nagy Gábor
- Coretti mama – Carla Bernasconi

További szereplők: Cserényi Béla, Füzessy Ottó, Györffy László, Mihály Pál, Jantsek Rudolf, Vándor József, Michele Favey, Tomanek Gábor, Szerencsi Hugó

## A történet
Radó Sándor Párizsban élő, nemzetközileg elismert földrajztudóst, térképészt a szovjet hírszerzés mint régi kommunistát egy moszkvai útján szervezte be. Radó családjával 1936-ban Svájcba költözött, és megalapította a Geopress nevű térképügynökséget, amely különféle svájci és nemzetközi kiadványok, újságok számára készített megbízható térképvázlatokat, térképeket, mellékleteket. A jól menő vállalkozás fedőcégként működött a hírszerző hálózat kiépítéséhez. Egyre több és egyre komolyabb beosztású német informátoroktól érkeztek egyre érdekesebb információk. A legfontosabb németországi források „Lucy”, „Werther” és „Olga”, de vannak jelentős francia és olasz kapcsolataik is. Radó csoportjának egyik összekötője Esther Bösendorfer, azaz „Sissy”. A sztálingrádi vereségük nyomán megfordult háborús erőviszonyok azonban aktivizálja a német elhárítást. Már 1942 nyarától sokasodni kezdenek az intő jelek, hogy a svájci kémelhárítás kezdi szorosabbra fonni a hurkot a szervezet körül. Először azt hiszik, hogy csak egy svájci katonatiszt kicsinyes bosszújáról van szó, akit Radó egy újságcikkben kijavított és ezért megsértődött. Nem tudják, hogy a nácik figyeltek fel a csoport tevékenységére, és Walter Schellenberg SS tábornokot, a náci hírszerzés főnökét hivatalosan Svájcba küldték, hogy bírja rá az ottani hatóságokat a kémszervezet elleni kemény fellépésre. Schellenberg burkoltan Svájc náci megszállásával fenyegetőzik, aminek ugyan már csak a hadi helyzetre tekintettel sem sok esélye van, mégis cselekvésre készteti a kormányt és a hatóságokat. A svájci elhárítás különféle trükköket vet be a csoport feltérképezésére, bizonyítékok beszerzésére, a csoport tagjainak, rádiósainak tettenérésére. Radó szervezetének különösen fontos adatokat sikerül szerezni a németek kurszki előkészületeiről. Közben a Gestapónak is sikerül a csoport egyik rádiósának, Antonella Baldinak („Rosa”) a közelébe férkőznie. Hans Peters Gestapo-ügynök Németországból szökött szocialistának adja ki magát. Miután a náciknak Peters információival sikerül megfejteniük Baldi adásait, és rájönnek, milyen fontos posztokon lehetnek a szovjetek informátorai a náci vezetésben, a német szervek között a szándékok mentén kiéleződnek az ellentétek. A Gestapo leginkább a németországi forrásokat akarja leleplezni, az Abwehr elsősorban az információáramlást akarja mielőbb megszakítani, az SD Svájcból kiindulva az egész szervezetet akarja feltérképezni, majd felgöngyölíteni. Ez némileg megkönnyíti Radóék helyzetét. Azonban a rendőrség Lémanékat (Emil és Olga Léman, azaz „Edward” és „Maud”) is tetten éri adás közben, és már csak Allan Stone („Jim”) adója működik. Viszont Jim adásainak rejtjelkönyvét a németek nem tudták megszerezni. Miután Antonella Baldi beismerő vallomást tesz, Radónak és feleségének illegalitásba kell vonulnia, és miután Jimet is letartóztatják, a francia partizánok segítségével illegálisan elhagyják Svájcot. A Vörös Hadsereg ekkor azonban már a náci birodalom határában folytatja a harcot Berlin felé törve.

## Érdekességek
- Bár többször elhangzik, hogy Radó szervezete jóval nagyobb, mint amit a film bemutat, a nézőben mégis az a benyomás alakul ki, hogy ez egy kis csoport. A valóságban a szakirodalom Radó szervezetéből minimum 60 személyt azonosított, de valószínűleg ennél is jóval nagyobb volt.
- Walter Schellenberget nyilván A tavasz tizenhét pillanata hatására Brigadeführerként emlegetik. Ő ekkor valójában még csak dandártábornok (SS-Oberführer), és csak 1944 június 21-ével léptetik elő SS-vezérőrnaggyá.